# Manuel María Gómez de las Rivas
Manuel María Gómez de las Rivas (Santa María de Garoña, 12 de octubre de 1770 - Zaragoza, 16 de febrero de 1858) fue obispo de Jaca y posteriormente arzobispo de Zaragoza durante el siglo XIX. Además, fue nombrado senador vitalicio en 1848.